# خوزه لوپز سیلوا (بازیکن فوتبال)
خوزه لوپز سیلوا (انگلیسی: José López Silva؛ زادهٔ ۱ فوریهٔ ۱۹۸۳) بازیکن فوتبال اهل اسپانیا است.
از باشگاه‌هایی که در آن بازی کرده‌است می‌توان به باشگاه فوتبال کوردوبا، باشگاه فوتبال رئال مادرید، باشگاه فوتبال رئال مادرید کاستیا، و باشگاه فوتبال کادیس اشاره کرد.